# Василівка-на-Дніпрі
Василівка-на-Дніпрі — село в Україні, у Синельниківському районі Дніпропетровської області. Входить до складу Раївської сільської громади. Населення за переписом 2001 року становить 369 осіб.

## Географія
Село Василівка-на-Дніпрі розташоване на лівому березі річки Дніпро, вище за течією на відстані 3 км розташоване село Запорожець, нижче за течією примикає село Мар'ївка, на протилежному березі — село Микільське-на-Дніпрі (Дніпровський район), з яким пов'язане поромом.

## Археологія
Широко відомі стоянки давньокам'яної доби, що датуються понад 100 тис. років тому, та могильник середньокам'яної доби (VII тисячоліття до н. е.). Також поселення й могильник новокам'яної доби.

## Історія
До побудови Дніпровської греблі навпроти села був Ненаситецький поріг, острів Саланчі, острів Дмитріїв, камінь Раковець, острів Жидівський й острів Голодаїв.
У давнину тут вже існував перевіз з Микільського.
1741 року цього Ненаситецького ретраншементу виникло поселення «з малоросійських козаків й крестьян».
Року 1776, після скасування Запорізької Січі, одведено було «провіянтмейстеру Синельникову на річці Дніпро, при усті річки Вороної по течії її з лівої сторони, 3000 десятин зручнної й 1700 — незручної землі». На тій землі Синельников заснував село Василівку на ім'я старшого сина свого Василя на лівому боці Дніпра, якраз супроти Ненаситецького порога. За межуванням 1779 року, «у полковника Івана Максимовича Синельникова под половиною річки Дніпро да річки Ворона втявилося всього земли, зручної й незручної для хліборобства, з лісами, озерами, пісками, бичевниками, дорогами 6442 десятин й 288 кв. саженів; облікованого сільця Василівки підданих малоросіян чоловічої статі 45 й жіночої — 25 душ».
Село називалося просто Василівкою, було центром Василівської волості Павлоградського повіту Катеринославської губернії.
Станом на 1886 рік у селі мешкало 734 особи, налічувалось 132 двори, існували православна церква, школа, 2 лавки. За 23 верст — цегельний завод. За 25 верст — залізнична станція Славгород.
1997 року адміністративний центр Вороновської сільської ради перенесений в село Василівка-на-Дніпрі і сільрада перейменована в Василівську сільську раду.
До 2017 року орган місцевого самоврядування — Василівська сільська рада.
12 червня 2020 року, відповідно до розпорядження Кабінету Міністрів України № 709-р від «Про визначення адміністративних центрів та затвердження територій територіальних громад Дніпропетровської області», увійшло до складу Раївської сільської громади.
19 липня 2020 року, в результаті адміністративно-територіальної реформи та ліквідації   Синельниківського (1923—2020) району, село увійшло до складу новоутвореного Синельниківського району.

## Економіка
- ТОВ «ДніпроАгроТехнологія».

## Об'єкти соціальної сфери
- Дитячий садочок.
- Фельдшерсько-акушерський пункт.
- Будинок культури.